# Pakabsidia brancuccii
Pakabsidia brancuccii es una especie de coleóptero de la familia Cantharidae.

## Distribución geográfica
Habita en Nepal.